# Ga Dongnae (Busan Metro)
Ga Dongnae (tiếng Hàn: 동내역; Hanja: 東萊驛) là ga trung chuyển cho Tàu điện ngầm Busan tuyến 1 và Tàu điện ngầm Busan tuyến 4 ở Oncheon-dong và Myeongnyun-dong, Dongnae-gu, Busan, Hàn Quốc. Tên của phụ trên Tuyến 1 là Hiệp hội Quản lý Y tế Hàn Quốc và chi nhánh Busan của Hiệp hội Quản lý Y tế Hàn Quốc nằm gần đó

## Lịch sử
- 19 tháng 8 năm 1985: Bắt đầu hoạt động với việc khai trương Tàu điện ngầm Busan tuyến 1
- 30 tháng 3 năm 2011: Trở thành ga trung chuyển với việc khai trương tuyến Tàu điện ngầm Busan tuyến 4
- 1 tháng 10 năm 2014: Lắp đặt cửa chắn sân ga Tuyến 1

## Bố trí ga

### Tuyến số 1 (2F)
| Đại học Giáo dục Quốc gia Busan ↑ |
| \| N/B                            |
| ↓ Myeongnyun                      |

| Hướng Bắc | ● Tuyến 1 | ← Hướng đi Yeonsan · Seomyeon · Jagalchi · Hadan · Bãi biển Dadaepo       |
| Hướng Nam | ● Tuyến 1 | → Hướng đi Oncheonjang · Đại học Quốc gia Pusan · Guseo · Namsan · Nopo → |

### Tuyến số 4 (B4F)
| Minam ↑ |
| \| N/B  |
| ↓ Suan  |

| Hướng Bắc | ● Tuyến 4 | ← Hướng đi Minam                                                  |
| Hướng Nam | ● Tuyến 4 | → Hướng đi Suan · Chungnyeolsa · Chợ nông sản Banyeo · Anpyeong → |

## Xung quanh nhà ga
- Trường trung học cơ sở Naeseong
- Văn phòng Dongnae-gu
- Myeongryun 1-ga
- Trường trung học nữ sinh Busan Jungang
- Trạm xe buýt liên tỉnh Dongnae
- Hiệp hội quản lý y tế Hàn Quốc Chi nhánh Busan
- Trường tiểu học Naesan
- Trung tâm phúc lợi hành chính Oncheon 2-dong
- Lucky Dongnae APT
- Myeongryun Xi APT
- Bệnh viện Daedong
- Trường tiểu học Myeongryun
- Dongnae Hyanggyo
- Queen Dongnae Lotte Castle APT
- Công viên Geumgang
- Khu vực Sajik
- Trường tiểu học Minam
- Căn hộ Dongnae Daewoo
- Trường trung học cơ sở Dongrae
- Biệt thự Dongnae Baeksin
- Phòng khám châm cứu Geum
- Biệt thự Sajik Dongwon
- Phòng khám Đông y Dongnae Haemalgeun
- Chi nhánh ngân hàng Busan Naeseong
- Phòng cưới Felice
- Chi nhánh Mega Mart Dongnae

## Hình ảnh

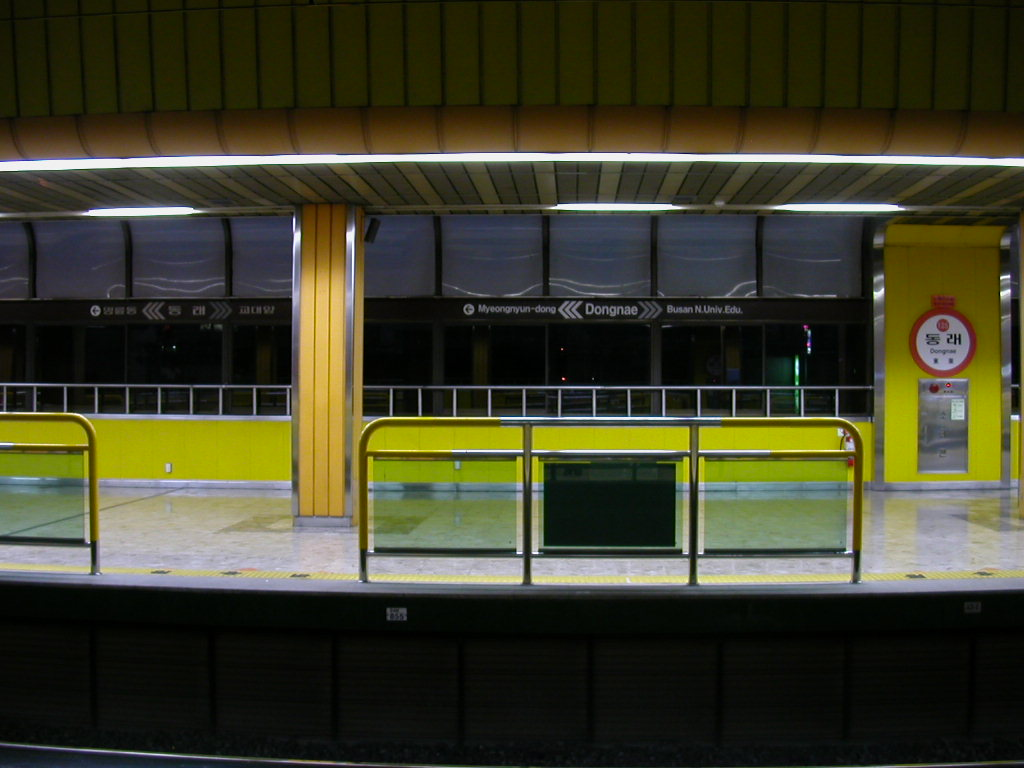
Sân ga tuyến 1 (trước khi mở Tuyến 4, trước khi lắp đặt cửa chắn)
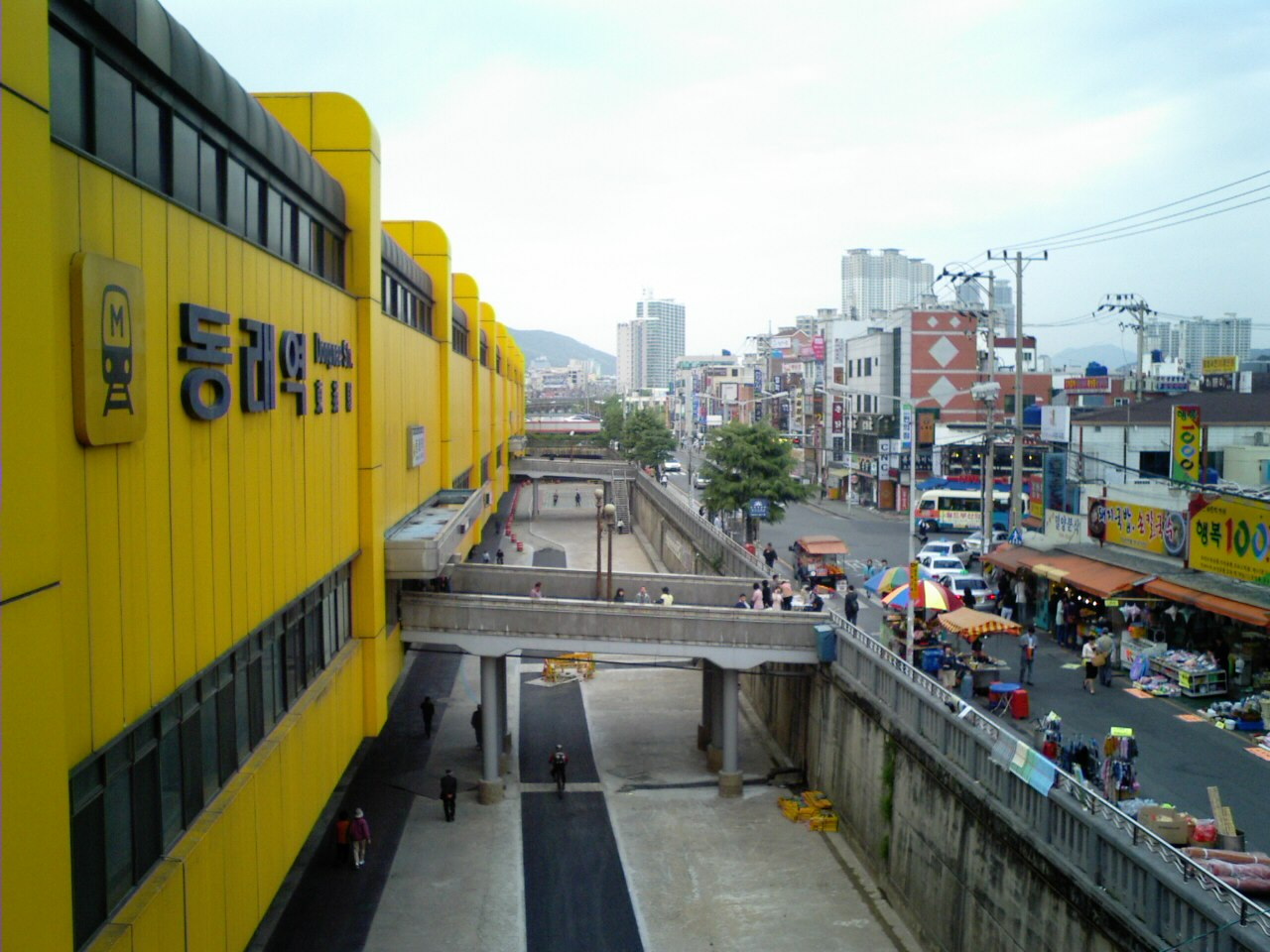
Lối ra 2
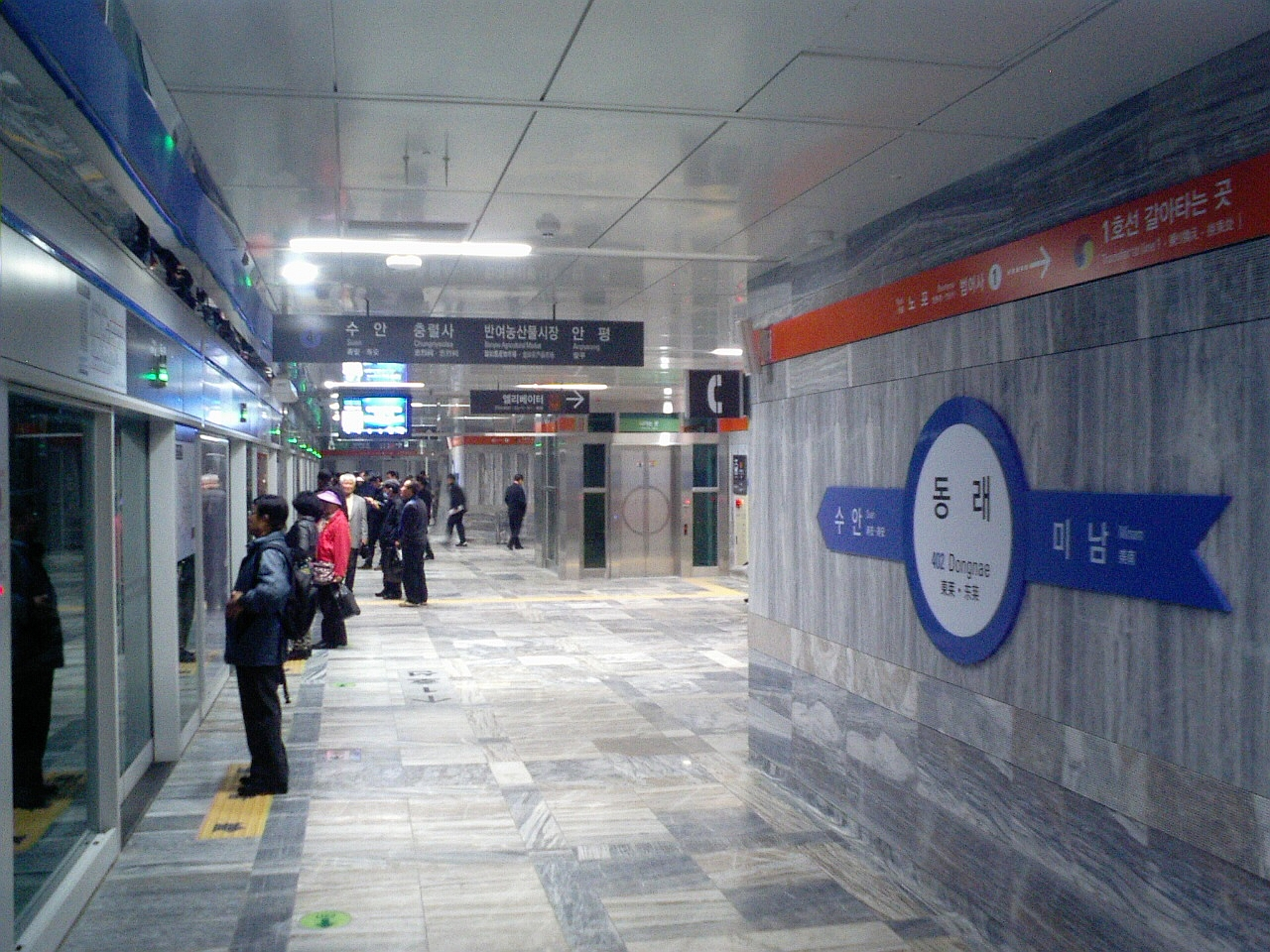
Sân ga tuyến 4
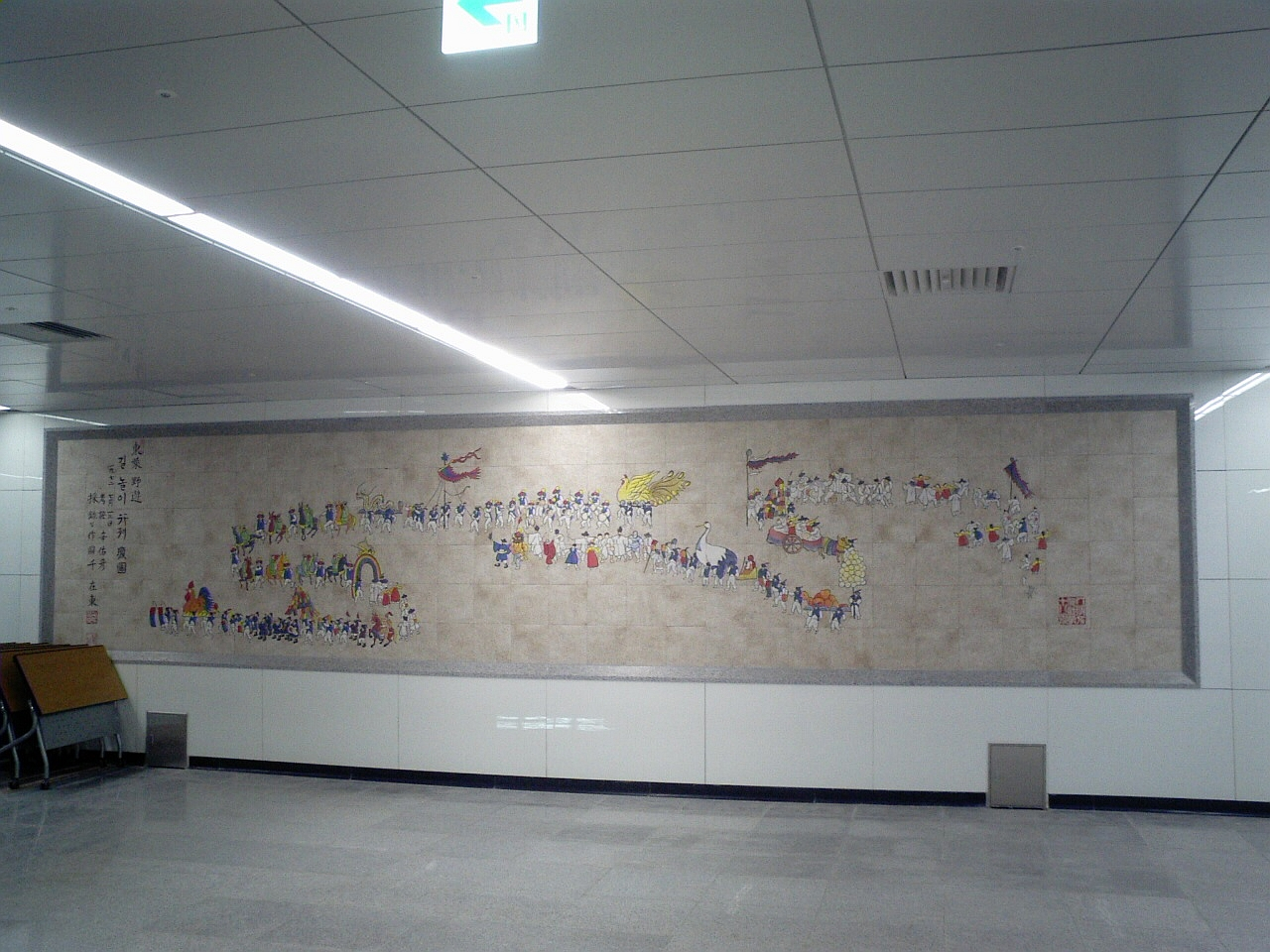
Tranh tường tuyến 4

## Liên kết
- (tiếng Hàn) Thông tin ga từ Tổng công ty vận chuyển Busan
- (tiếng Hàn) Thông tin ga từ Tổng công ty vận chuyển Busan